# Habitatge al carrer Barcelona, 159 (Sant Vicenç dels Horts)
L'Habitatge al carrer Barcelona, 159 és una obra del municipi de Sant Vicenç dels Horts (Baix Llobregat) inclosa en l'Inventari del Patrimoni Arquitectònic de Catalunya.

## Descripció
Es tracta d'un edifici entre mitgeres de planta baixa, pis i mansarda amb acabats d'aplacat ceràmic i cresteria metàl·lica. Trencaaigües i ornament floral a les llindes balconeres. Sanefa de dentells, cornisa, ulls de bou i aplacat ceràmic blavenc. La composició d'aquesta façana es repetia al costat dret i unes reformes l'han convertit en una façana plana i sortida balconera correguda, amb balustrades de pedra.